# Bwanga Tshimen
Bwanga Tshimen (Élisabethville, Congo Belga, 4 de enero de 1949) es un exfutbolista de República Democrática del Congo que jugó en la posición de defensa. Es primo del también futbolista Kazadi Mwamba.

## Carrera

### Club
Jugó toda su carrera con el TP Mazembe de 1965 a 1981, equipo con el que fue campeón nacional en cuatro ocasiones, ganó cuatro títulos de copa, dos ediciones de la Copa Africana de Clubes Campeones y la Recopa Africana 1980.

### Selección nacional
Jugó para República Democrática del Congo en 28 ocasiones de 1970 a 1976 y anotó dos goles, jugó tres ediciones de la Copa Africana de Naciones siendo campeón en 1974 y representó a Zaire en la Copa Mundial de Fútbol de 1974.

## Logros

### Club
- Linafoot (4): 1966, 1967, 1969, 1976
- Copa de Zaire (4): 1966, 1967, 1976, 1979
- Copa Africana de Clubes Campeones (2): 1967, 1968
- Recopa Africana (1): 1980

### Selección nacional
- Copa Africana de Naciones (1): 1974

### Individual
- Futbolista Africano del Año en 1973.
- Futbolista del Siglo de la República Democrática del Congo en 2000.[4]
- Miembro de los mejores 200 futbolistas africanos de la historia en los últimos 50 años.[5]
- Equipo Ideal de la Copa Africana de Naciones 1972.